# Drachentöter

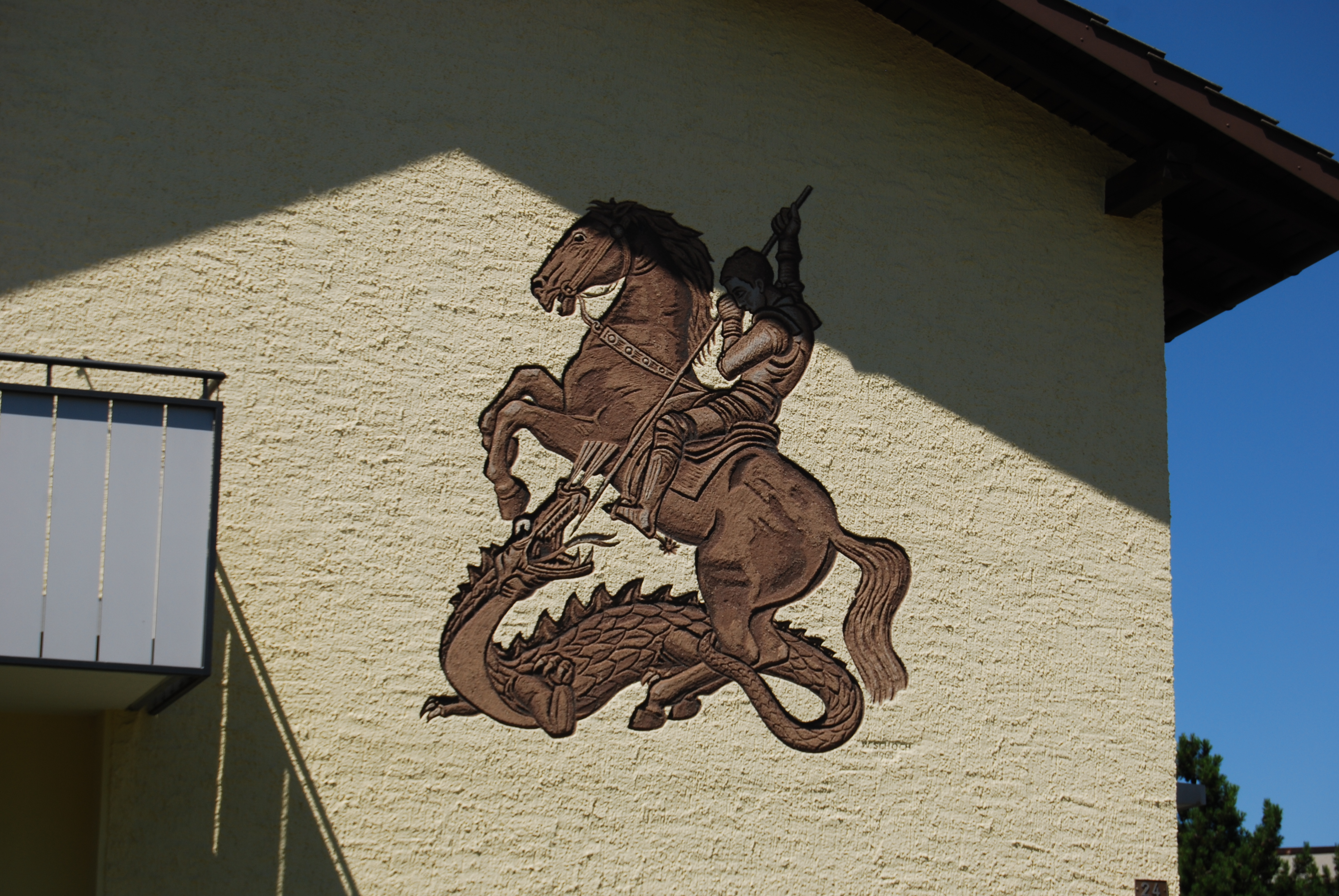
Darstellung am Postamt der Gemeinde Wilen im Schweizer Kanton Thurgau (2011)

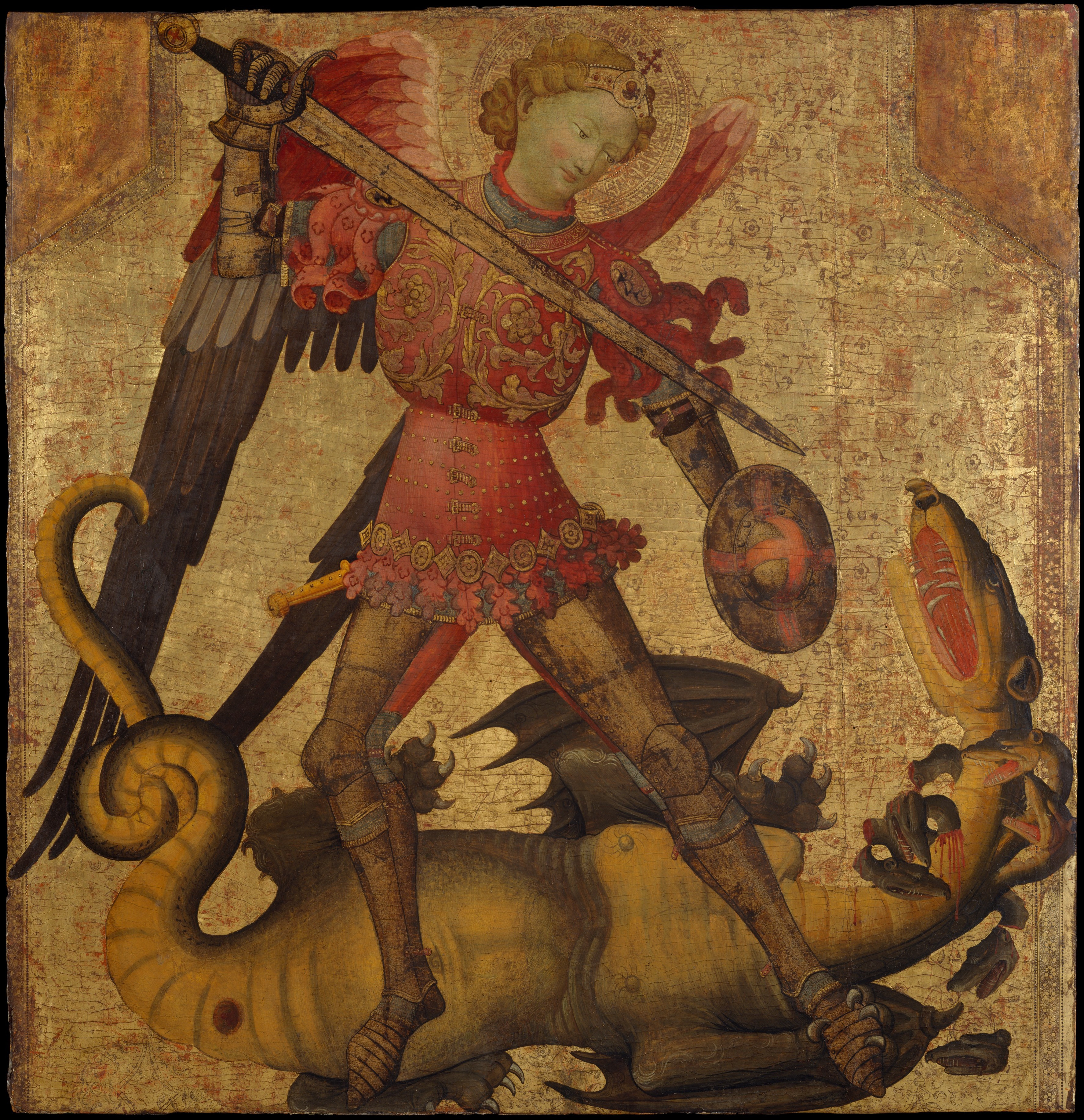
Erzengel Michael und der Drache, Spanien (um 1500)

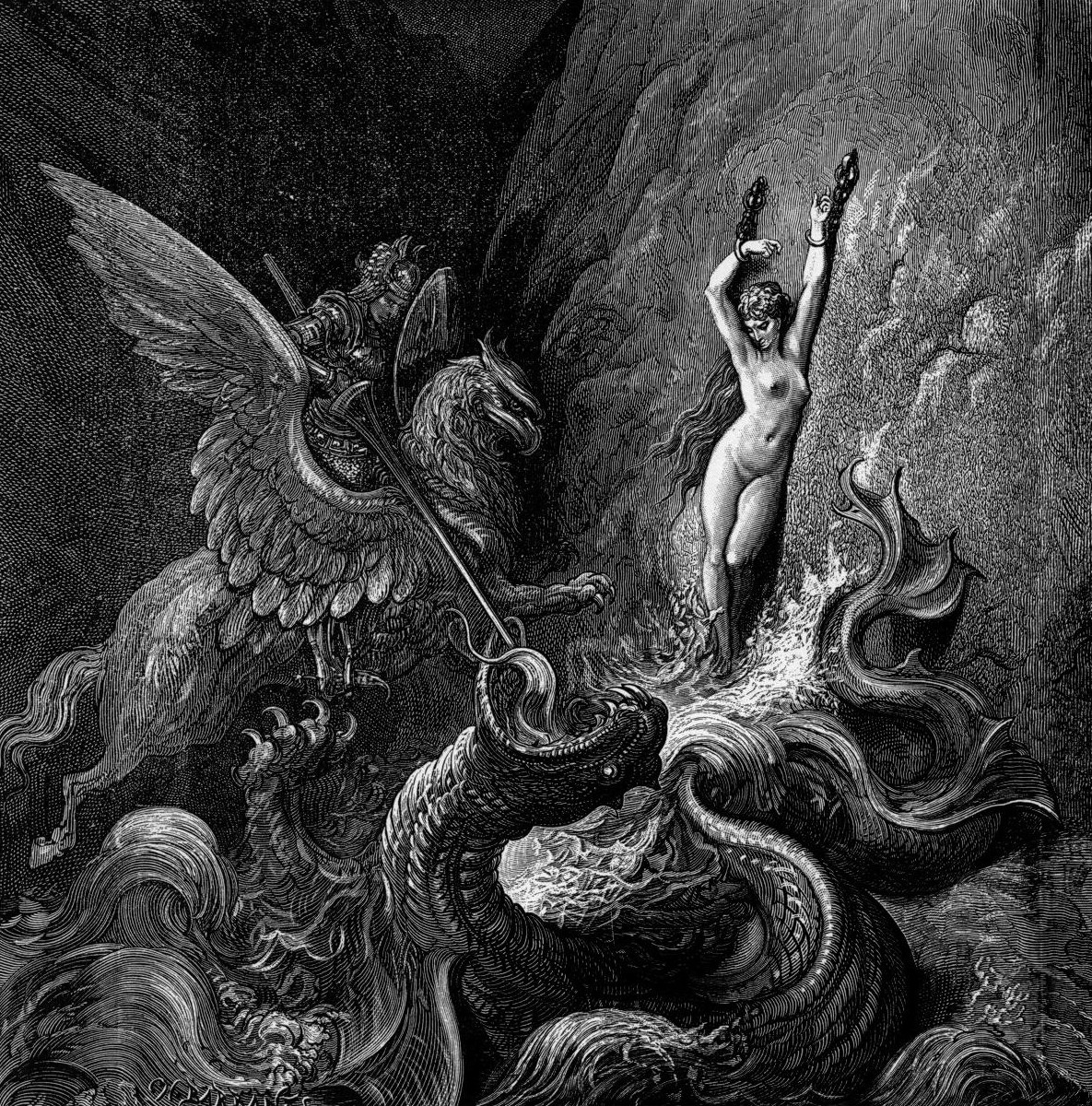
Gustave Doré – Ruggiero rettet Angelica (19. Jh.)

Ein Drachentöter ist eine fast ausschließlich männliche Heldengestalt, der es gelingt, einen mythischen Drachen zu besiegen; sie steht für großen Mut und die Überwindung des Bösen. Drachentöter finden sich in Mythen, Sagen, Legenden und Märchen vieler Kulturen, außerdem in moderneren Genres und Medien wie Fantasy und Rollenspiel.

## Drachentötererzählungen
Ein Drachentöter befreit zumeist durch seine Tat die Menschen aus der Umgebung vor Überfällen und Verwüstungen durch den feuerspeienden Drachen oder aus einer langanhaltenden Dürre. Manchmal rettet er Jungfrauen aus der Gefangenschaft in der Drachenhöhle oder gewinnt Zugang zu einem Schatz, der vom Drachen verwahrt und bewacht wurde. In einigen Fassungen der Nibelungensage wie dem Nibelungenlied ist der Schatz allerdings verflucht und bringt im weiteren Verlauf der Geschichte Unglück über den tragischen Helden. In den Sagen um die Drachentöter Siegfried oder Sigurd wird der Held durch ein Bad im Blut des toten Drachens unverwundbar – bis auf eine kleine verborgene Stelle, die letztlich schicksalsentscheidend wird (ähnlich wie die Achillesferse der griechischen Mythologie). St. Georg ist als Vertreter der christlichen Heiligen aus der Gattung Legende als Drachentöter bekannt.

## Bekannte Drachentöter in geschichtlicher Reihenfolge
- Marduk besiegt den Chaos-Drachen Tiamat in der babylonischen Mythologie
- Teššub in der hurritischen Mythologie
- Apollon (Python), Herakles (Hydra), Kadmos, Iason und Perseus (Keto) in der griechischen Mythologie
- Erzengel Michael im Alten Testament und dem Tanach
- Bayajidda, der Gründungsheld von Daura, in der Ursprungslegende der Hausa im Niger-Tschad-Gebiet
- Siegfried in germanischen Heldensagen (vor allem Nibelungensage)
- Dietrich von Bern, Hildebrand (siehe Virginal) und Wolfdietrich in den deutschen Heldensagen
- Beowulf in der altenglischen Literatur
- Tristan in der altfranzösischen Literatur
- St. Georg in der christlichen Legende
- Die Bogatyre Dobrynja Nikititsch und Aljoscha Popowitsch in der slawischen Mythologie
- Krak besiegt den Wawel-Drachen und gründet im polnischen Volksglauben die Stadt Krakau
- Jozzelin, der Drachentöter von Naters[1]

Die Heilige Margareta von Antiochia ist eine der seltenen Drachentöterinnen. Gelegentlich wird auch die Heilige Martha von Bethanien als Drachentöterin genannt, jedoch hat sie den Drachen Tarasque stattdessen gezähmt; dies nutzte allerdings dem Drachen nichts, der schließlich von Dorfbewohnern getötet wurde. Auch dem Heiligen Marcellus von Paris wird das Wunder der Drachenzähmung zugeschrieben.

## Brauchtum
Besonders bekannt ist das Volksschauspiel in der ostbayrischen Grenzstadt Furth im Wald, wo jährlich im August der Further Drachenstich aufgeführt wird.

## Bildergalerie

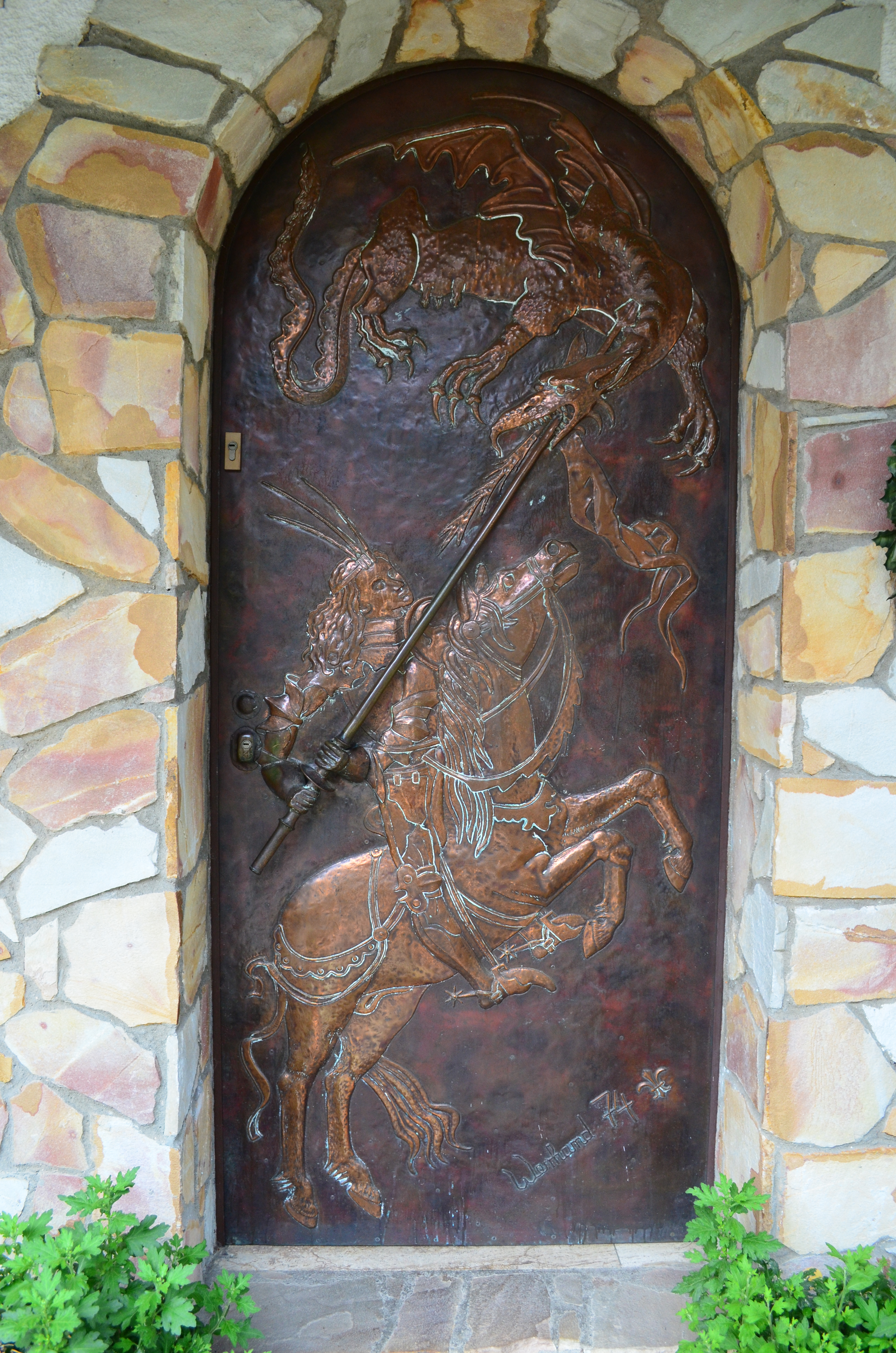
Der Drachentöter (Kupfertür des Neuwieder Künstlers Klaus Rudolf Werhand von 1974)
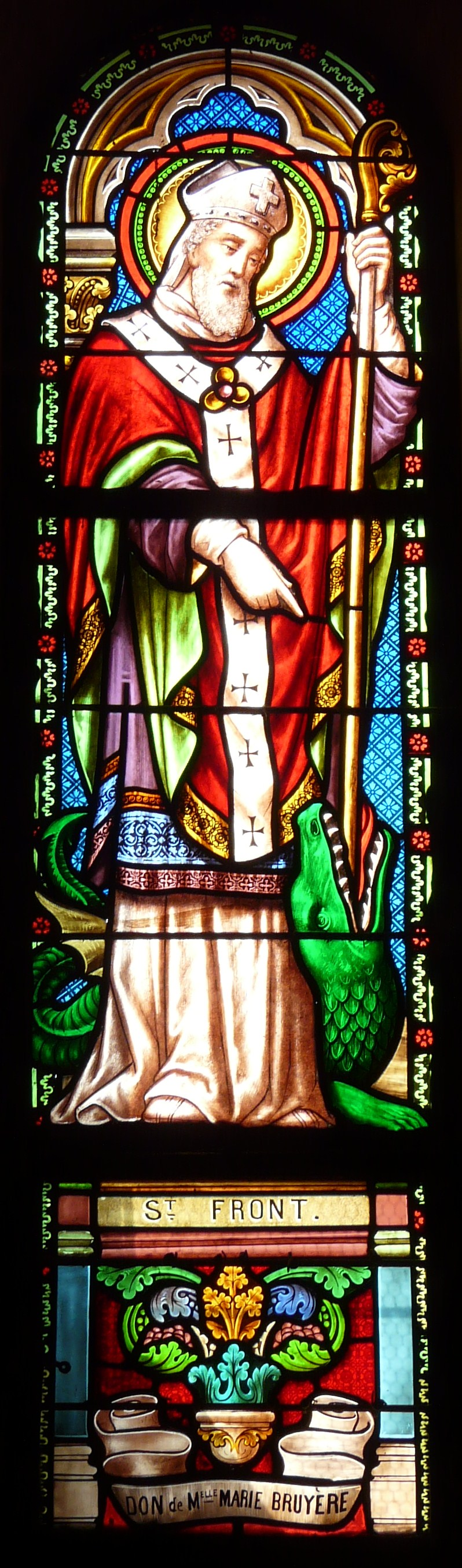
Der hl. Fronto von Périgueux als Drachentöter (Glasfenster in der Kirche von Saint-Germain-de-Belvès, Périgord)
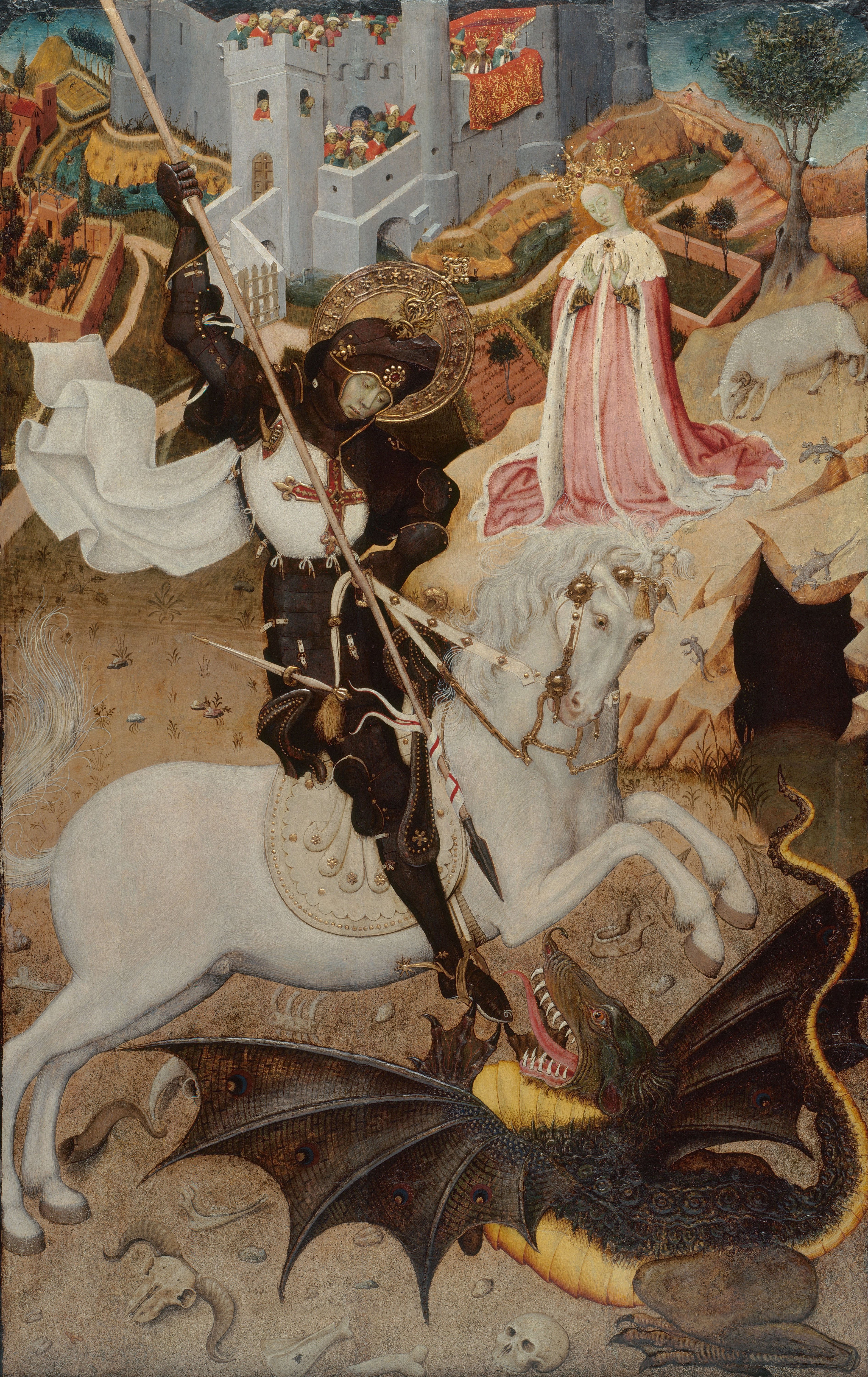
Der Heilige Georg im Kampf gegen den Drachen (Gemälde von Bernat Martorell um 1440)
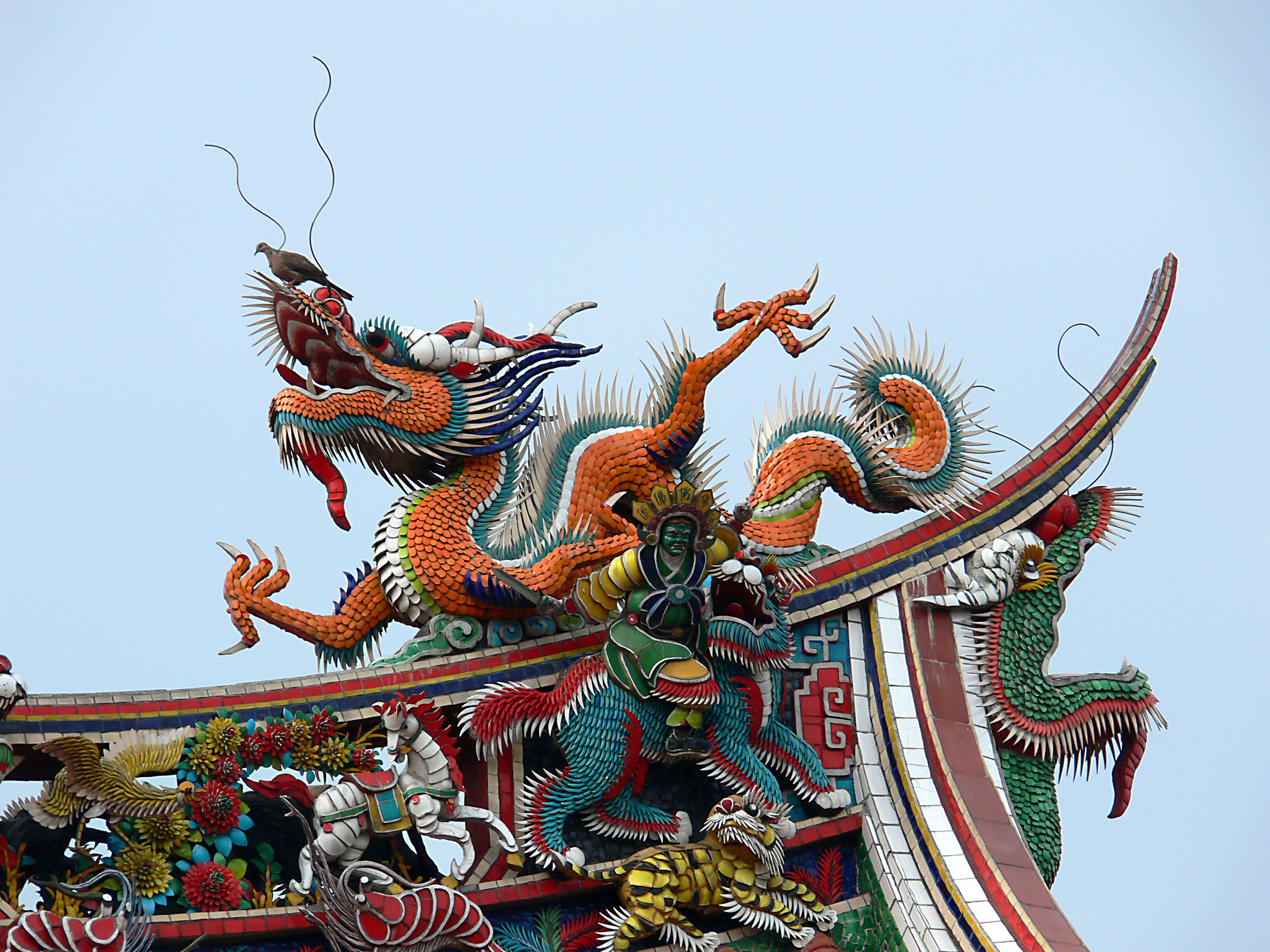
Drachen-Skulptur auf der Oberseite des Longshan-Tempels in Taipeh, Taiwan
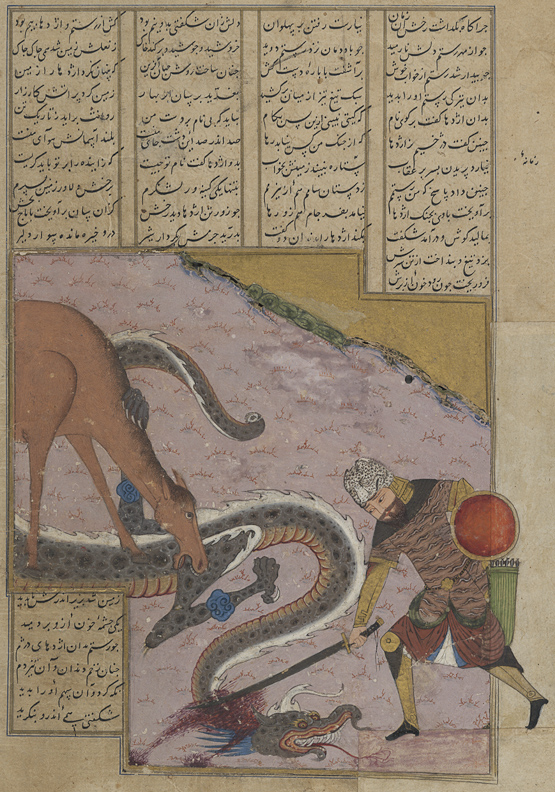
Persische Miniaturen aus dem 15. Jahrhundert Rostam (Schāhnāme) tötet einen Drachen

## Drachentöter in Literatur, Film und Musik
- Phosphorus in der romantischen Novelle Der goldne Topf von E. T. A. Hoffmann (1819)
- Rainer Maria Rilke: Der Drachentöter (1902)[2]
- Bard der Bogenschütze im Fantasyroman Der Hobbit von J. R. R. Tolkien (1937)
- Túrin in den Erzählungen Das Silmarillion und Die Kinder Húrins von J. R. R. Tolkien (posthum erschienen)
- Ulrich im Fantasyfilm Der Drachentöter (Dragonslayer) (1981)
- Iron Maiden: Flash of the Blade (Heiliger Georg im Song auf dem Album Powerslave von 1984)
- Ritter Bowen im Fantasyfilm Dragonheart (1996)
- Denton Van Zan im Science-Fiction-Actionfilm Die Herrschaft des Feuers (Reign of Fire) (2002)